# 1535 Päijänne
Az 1535 Päijänne (ideiglenes jelöléssel 1939 RC) a Naprendszer kisbolygóövében található aszteroida. Yrjö Väisälä fedezte fel 1939. szeptember 9-én, Turkuban.